# Malcolm Lowry
Pour les articles homonymes, voir Lowry.
Malcolm Lowry, né le 28 juillet 1909 à New Brighton (en), en Angleterre et mort le 27 juin 1957 à Chalvington with Ripe (en), dans le Sussex, est un poète et romancier britannique.

## Biographie

### Les années de jeunesse (1909-1936)
Né dans le Cheshire, près de Liverpool, Malcolm Lowry fait ses études à la Leys School et à St Catharine's College à Cambridge. Au moment où il obtient son diplôme en 1931, les obsessions jumelles de l’alcool et de la littérature, qui vont dominer sa vie, sont déjà bien en place. Lowry a déjà beaucoup voyagé, ayant navigué en Extrême-Orient comme mousse sur le Pyrrhus, un navire de la marine marchande, entre le lycée et l’université (1927), et ayant visité l’Amérique et l’Allemagne pendant ses vacances.
Après Cambridge, Lowry habite brièvement à Londres, où il côtoie les milieux littéraires sans véritablement s'y intégrer ; il croise, entre autres, le poète Dylan Thomas. C'est à cette époque qu'il publie son premier roman, Ultramarine (1933), fortement inspiré par son voyage en Extrême-Orient. Lors d'un voyage à Grenade (Espagne), il rencontre Jan Gabrial, actrice et romancière américaine peu connue, qui deviendra sa femme et l'héroïne Yvonne de son roman Au-dessous du volcan (Under the Volcano). Lors de leur voyage en France, le couple se marie le 6 janvier 1934 à la mairie du 14e arrondissement de Paris. Peu après, Lowry rencontre Jean Cocteau qui l'invite à la première de La Machine infernale. L'union de Malcolm Lowry et de Jan Gabrial est une aventure en soi, leur relation vire à l'aigre principalement à cause du penchant de Lowry pour l'alcool ; après une brouille, il la suit à New York, où il est admis à sa demande en 1936 à l’hôpital Bellevue après une dépression due à l’alcool. Cet épisode inspirera son récit Lunar Caustic.

### La genèse deUnder the Volcano(1936-1947)
Le couple va s’installer à Cuernavaca, au Mexique, à la fin de l’année 1936, dans l'espoir d'éviter une séparation définitive. C’est un échec ; fin 1937, Lowry qui est resté seul à Oaxaca, entre dans une autre période sombre marquée par l’abus d’alcool. Chassé du Mexique en 1938 en raison de sa conduite jugée scandaleuse, Lowry séjourne quelques mois à Los Angeles où il rencontre Margerie Bonner, ancienne starlette d'Hollywood, auteur de deux livres policiers à vocation alimentaire et aussi d'un roman Horse in the Sky. En 1940, il part s'établir au Canada, initialement pour échapper à la police américaine qui le recherche pour des violences commises sur la personne de sa secrétaire alors qu'il se trouvait dans un état d'éthylisme avancé. Rapidement rejoint par Margerie, il l'épouse en 1941, une fois prononcé son divorce d'avec Jan Gabrial. Réfugiés dans la banlieue de Vancouver, Malcolm et Margerie vivent et écrivent, souvent en étroite collaboration, dans une baraque près de Dollarton, au bord de la Burrard Inlet, baie connue pour sa grande beauté ; ce cadre idyllique est fréquemment évoqué dans les récits et poèmes de Lowry, notamment dans Au-dessous du volcan (Under the Volcano, 1947) où Yvonne rêve d'une nouvelle vie dans un paradis canadien, et dans les nouvelles publiées à titre posthume sous le titre Écoute notre voix, Ô Seigneur (Hear Us O Lord From Heaven Thy Dwelling Place, 1961).
Lowry met en chantier Au-dessous du volcan dès 1936. En 1940, une première version achevée du roman est refusée par tous les éditeurs auxquels Lowry la soumet ; il entreprend alors de remanier son ouvrage très en profondeur, avec le concours de Margerie dont l'influence sur le travail littéraire de son époux est indéniable, même si elle ne s'avère pas toujours très heureuse. Le manuscrit échappe de peu à la destruction en juin 1944 lors de l'incendie de la cabane alors occupée par les Lowry. En 1945-1946, Malcolm et Margerie décident de s'offrir des vacances au Mexique pour fêter la fin de leur labeur. C'est lors de leur séjour à Cuernavaca, sur les lieux mêmes où se déroule l'intrigue de Au-dessous du volcan, que Lowry reçoit une lettre de Jonathan Cape, son éditeur britannique, qui avait déjà publié Ultramarine : il est prêt à accepter le roman, mais recommande des changements importants. Ce sera l'occasion pour Lowry d'écrire une longue lettre d'explication (2 janvier 1946) qui permet de comprendre toute la complexité de ce roman et de mesurer la détermination de son auteur.
Malgré des débuts prometteurs, ce second séjour de Lowry au Mexique tourne mal lorsque le couple est contacté par les services mexicains de l'immigration qui exigent le paiement immédiat d'une amende contractée par Malcolm lors de son précédent séjour. Lowry refuse de céder à cette demande de pot-de-vin à peine déguisée, à la suite de quoi Margerie et lui sont définitivement expulsés du pays. (Ces événements tragi-comiques lui fourniront la trame de La Mordida, roman composé en 1946-1952 et publié à titre posthume en 1996). Les époux Lowry décident ensuite de passer l'hiver 1946-1947 en Haïti. Marqué par de nouvelles mésaventures, ce voyage haïtien, à l'issue duquel Malcolm sombre dans un état dépressif et doit faire un nouveau séjour en clinique psychiatrique, lui permet néanmoins de découvrir la culture vaudou très vivante aux Caraïbes ; on retrouve la trace de cette expérience dans Lunar Caustic, longue nouvelle publiée à titre posthume en 1963, et dans un épisode majeur de La Mordida.

### Les dernières années: de la gloire au déclin (1947-1957)

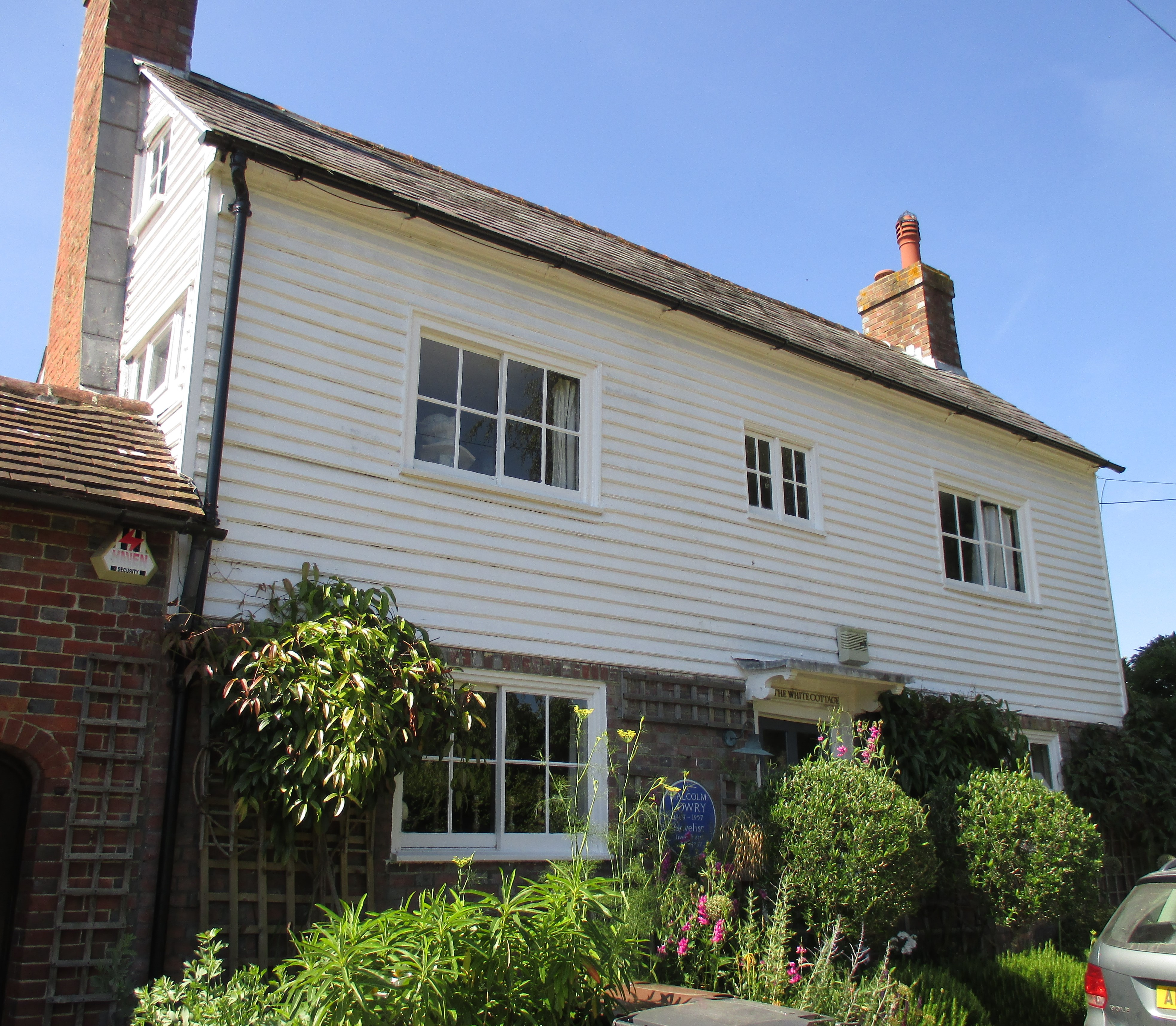
The White Cottage, Ripe, Sussex de l'Est, sa maison durant les dernières années de sa vie.

En 1952, en raison du succès de librairie rencontré par Au-dessous du volcan, les maisons d'édition Harcourt Brace, puis Random House proposent à Lowry de signer un contrat en vue de la publication du vaste cycle romanesque intitulé The Voyage That Never Ends qu'il a entre-temps mis en chantier. Tout au long des années 1950, Lowry poursuit une intense activité littéraire ; il compose notamment trois romans, The Ordeal of Sigbjørn Wilderness, Sombre comme la tombe où repose mon ami (Dark as the Grave wherein my Friend is Laid) et En route vers l'île de Gabriola (October Ferry to Gabriola) (ces deux derniers ouvrages sont publiés à titre posthume en 1968 et en 1970 ; The Ordeal of Sigbjørn Wilderness demeure à ce jour inédit). Néanmoins, Lowry se montre incapable d'achever aucun de ces manuscrits, ce qui conduit Random House à suspendre son contrat en janvier 1954. Confronté à de graves difficultés financières, victime de problèmes de santé de plus en plus préoccupants en bonne partie causés par l'abus d'alcool, et hanté par la crainte de ne jamais parvenir à reproduire l'éclatant succès de Au-dessous du volcan, Lowry termine sa vie dans une semi-errance[pas clair]: il quitte définitivement Dollarton en août 1954 et se rend successivement à New York, en Sicile, à Londres et dans le Lake District où il séjourne au printemps de 1957.
Il meurt le 27 juin de la même année dans le village de Ripe, dans le Sussex de l'Est, à la suite d'une surdose de somnifères absorbés en état d'ébriété. Les circonstances de sa disparition demeurent mystérieuses ; au vu de son comportement autodestructeur, l'hypothèse du suicide ne peut être écartée, et le rôle joué par Margerie lors du décès de son mari n'a jamais été tout à fait élucidé. Quoi qu'il en soit, l'enquête diligentée par le coroner, comme il est de coutume au Royaume-Uni en cas de disparition suspecte, a conclu à une mort accidentelle.

## Analyse de l'œuvre

### Un corpus problématique
Lowry a peu publié de son vivant, comparativement au nombre de manuscrits inachevés qu’il a laissés. Au-dessous du volcan (Under the Volcano) (1947) est unanimement considéré comme un chef-d’œuvre, et beaucoup s'accordent à y voir l’un des plus grands romans du xxe siècle. À la fois monument du modernisme tardif et précurseur du postmodernisme, ce texte illustre de manière éclatante la méthode d'écriture de Lowry, qui puise largement aux sources autobiographiques pour mieux transfigurer les souvenirs intimes grâce à de multiples allusions littéraires, philosophiques, mythologiques, cinématographiques et musicales, tissant une trame symbolique d'une grande densité[Interprétation personnelle ?]. L'aspect "moderne tardif" et postmoderne du roman se voit dans la manière dont le Consul déconstruit le désir mimétique de son frère Hugh et de son ami Laruelle pour sa femme Yvonne: exclu du triangle amoureux tel que défini par René Girard dans la littérature classique, le personnage principal en vient à être le héros tragique qui meurt et provoque la mort sans s'en rendre compte.
Les autres textes de Lowry souffrent tous, à des degrés divers, de ce voisinage écrasant. L'œuvre n'en mérite pas moins d'être abordée dans son ensemble[Selon qui ?], autant que faire se peut : d'une part, parce que la pratique du recyclage, de la réécriture, voire de l'auto-parodie, particulièrement fréquente chez Lowry, lui confère une unité tout à fait remarquable et permet d'éclairer bien des points obscurs ; d'autre part, parce que nombre de ces ouvrages présentent par eux-mêmes de grandes qualités d'écriture. Quelques-uns sont d'authentiques chefs-d'œuvre, au premier chef Lunar Caustic ou certaines des nouvelles réunies dans le recueil Écoute notre voix, Ô Seigneur (Hear Us O Lord From Heaven Thy Dwelling Place) ; d'autres, notamment Sombre comme la tombe où repose mon ami (Dark as the Grave wherein my Friend is Laid) et La Mordida, sont de passionnantes esquisses dont les meilleurs passages ne le cèdent en rien aux pages les plus réussies de Au-dessous du volcan. Ultramarine, brillant coup d'essai d'un jeune romancier particulièrement doué, ne manque pas de qualités, même si l'influence de Conrad Aiken y demeure trop manifeste.
Les textes posthumes publiés dans les années 1960 et 1970 l'ont été pour la plupart dans des versions lourdement remaniées par Margerie Lowry, parfois avec l'aide plus ou moins lointaine du poète et universitaire canadien Earle Birney. Peu encline à s'encombrer de scrupules méthodologiques s'agissant d'ouvrages dont elle estimait non sans raison être en partie l'autrice, Margerie s'autorisa des interventions souvent malheureuses, infligeant au passage aux manuscrits des dommages sans doute difficiles à réparer. Les conséquences de ces remaniements sont mineures dans le cas de Lunar Caustic et de Écoute notre voix, Ô Seigneur, dont Malcolm Lowry avait laissé des versions publiables en l'état. En revanche, le texte publié de En route vers l'île de Gabriola résulte d'un travail de réécriture tellement poussé qu'il est à peu près impossible de se faire une idée de la teneur exacte d'un projet auquel Malcolm Lowry avait pourtant donné beaucoup de lui-même pendant les dernières années de sa vie, et a fortiori d'en évaluer l'intérêt littéraire.

### Un héritage en cours de réévaluation
On[Qui ?] a longtemps considéré Malcolm Lowry comme un marginal de génie et Au-dessous du volcan comme une réussite unique et inexplicable, sorte de « livre-culte »[réf. nécessaire] sans antécédents ni postérité claire, qui plus est, réservé à une poignée d'initiés et d'admirateurs fanatiques. Il ne fait pas de doute que le parcours passablement erratique de Lowry, réfugié au Canada à une époque où la littérature canadienne moderne comptait encore peu d'œuvres marquantes, ainsi que son refus plus ou moins délibéré de publier ses manuscrits postérieurs à 1947, ont fortement contribué à cette légende.
Cela dit, plus de cinquante ans après sa mort, et maintenant qu'il est possible d'accéder plus facilement à certains de ses inédits, il faut brosser de Malcolm Lowry un portrait beaucoup plus nuancé. Bien qu'isolé géographiquement, il aura été en contact épistolaire toute sa vie durant avec de nombreux autres écrivains anglo-américains de premier plan, notamment Conrad Aiken et William Gaddis, dont il fut l'un des tout premiers lecteurs et admirateurs après la parution des Reconnaissances (The Recognitions) en 1957.
Romancier atypique si on le rapproche de ses prédécesseurs et contemporains britanniques ou irlandais (y compris James Joyce, dont il prétend dans la première préface à Au-dessous du volcan avoir pris le contre-pied esthétique), Lowry occupe néanmoins une place tout à fait centrale dans l'histoire du roman de langue anglaise, à la suite de Herman Melville, de Joseph Conrad et de Francis Scott Fitzgerald qui comptaient parmi ses auteurs de prédilection ; sa très riche correspondance doit à ce titre être considérée comme l'une de ses œuvres majeures, tant elle le montre préoccupé de méditer sur sa filiation littéraire et de transmettre à des écrivains alors débutants tels que David Markson les fruits d'une réflexion particulièrement aiguisée sur les enjeux fondamentaux de la littérature. Enfin, plusieurs de ses textes les plus importants demeurent mal connus, notamment son œuvre poétique (publiée dans son intégralité en 1992) et sa tentative d'adaptation cinématographique de Tendre est la nuit (Tender is the Night), le roman de Francis Scott Fitzgerald (le scénario élaboré par Lowry en 1950 est paru au Canada en 1990). D'un point de vue universitaire, il demeure donc malaisé de mesurer précisément la stature de ce géant des littératures britannique et canadienne, même si son importance ne peut plus être minimisée compte tenu des avancées de la recherche.

## Œuvre

### Romans et nouvelles
- Ultramarine (1933) Publié en français sous le titre Ultramarine, traduit par Clarisse Francillon et Jean-Roger Carroy, Paris, Denoël, coll. « Les Lettres Nouvelles », Paris, 1965
- Under the Volcano (1947). Il existe deux traductions françaises : Publié en français sous le titre Au-dessous du volcan, traduit de l'anglais par Stéphen Spriel avec la collaboration de Clarisse Francillon et de l'auteur ; préface de Malcolm Lowry ; postface de Max-Pol Fouchet, Paris, le Club français du livre, 1949 ; réédition, Paris,Buchet/Chastel (Corrêa), coll. « Le Chemin de la vie », 1950  (BNF 32397054) ; réédition, Paris, Gallimard, coll. « Folio » no 351, 1973  (ISBN 2-07-036351-1) Publié en français sous le titre Sous le volcan, traduit par Jacques Darras, Paris, Grasset, 1987  (ISBN 2-246-38181-9) ; réédition, Paris, Grasset, coll. « Les cahiers rouges », 2008  (ISBN 978-2-246-71921-2) Certains reprochent à la dernière traduction de Jacques Darras (traducteur de poésie) d’être moins proche du texte original. Celui-ci explique dans l'émission Les Chemins de la connaissance (France Culture du 6 septembre 2010) que, pour lui, « l'obscurité dans la première traduction est complaisante, on en a rajouté, on en a remis une couche en quelque sorte (dans la traduction) alors que j'ai été frappé par la grande clarté de ce texte en anglais. La langue est claire ».
- Le Caustique lunaire (1956), première version de Lunar Caustic publiée directement en français dans la revue Esprit, traduit par Michèle d'Astorg et Clarisse Francillon, dans Jacques Darras (dir.), Malcolm Lowry. Romans, nouvelles et poèmes, Paris, Le Livre de Poche, coll. « La Pochothèque », 1995, p. 659-709  (ISBN 2253132209)
- Lunar Caustic (1963, publication posthume) Publié en français sous le titre Lunar Caustic, traduit par Clarisse Francillon, Paris, Julliard, 1963 ; réédition dans Jacques Darras (dir.), Malcolm Lowry. Romans, nouvelles et poèmes, Paris, Le Livre de Poche, coll. « La Pochothèque », 1995, pp. 599-657  (ISBN 2253132209) ; réédition dans une traduction révisée par Michèle d'Astorg, Paris, 10/18, coll. « Domaine étranger » no 3627, 2004  (ISBN 2-264-03803-9)
- Dark as the Grave wherein my Friend is Laid (1968, publication posthume) Publié en français sous le titre Sombre comme la tombe où repose mon ami, traduit par Clarisse Francillon, Paris, Denoël, coll. « Les Lettres nouvelles », 1970 ; réédition dans Jacques Darras (dir.), Malcolm Lowry. Romans, nouvelles et poèmes, Paris, Le Livre de Poche, coll. « La Pochothèque », 1995, pp. 441-587  (ISBN 2253132209) ; réédition, Paris, Points coll. « Signatures » no P2082, 2009  (ISBN 978-2-7578-1242-6)
- October Ferry to Gabriola (1970, publication posthume) Publié en français sous le titre En route vers l'île de Gabriola, traduit par Clarisse Francillon, Paris, Denoël, coll. « Les Lettres nouvelles », 1972  (ISBN 2-20-728146-9) ; réédition, Paris, Gallimard, coll. « Folio », 1990  (ISBN 2-07-038277-X)
- La Mordida (1996, publication posthume), Patrick A. McCarthy (éd.), The University of Georgia Press, Athens, GA  (ISBN 0-8203-1763-2). Inédit en français. En cours de traduction.
- In Ballast to the White Sea (2014) Publié en français sous le titre Le Voyage infini vers la mer Blanche, traduit par Martine De Clercq, Paris, Buchet-Chastel, 2015  (ISBN 978-2283028025) ; réédition, Paris, Points, coll. « Signatures » no P4653, 2017  (ISBN 978-2-7578-6452-4)

### Recueils de nouvelles
- Hear Us O Lord From Heaven Thy Dwelling Place (1961, publication posthume) Publié en français sous le titre Écoute notre voix, Ô Seigneur, traduit par Clarisse Francillon et Georges Belmont, Paris, Julliard, 1962 ; réédition dans Jacques Darras (dir.), Malcolm Lowry. Romans, nouvelles et poèmes, Paris, Le Livre de Poche, coll. « La Pochothèque », Paris, 1995, pp. 711-972  (ISBN 2253132209)

### Nouvelles dans des éditions françaises
- Le Garde-fantôme, (recueil de nouvelles qui réunit Chambre d'hôtel à Chartres, Le 30 juin 1934, Récit de Kristbjorg, dans les collines noires et Garde-fantôme), traduit par Michel Waldberg, Paris, La Différence, coll. « Cantos », 1980
- Chambre d'hôtel à Chartres, traduit par Michel Waldberg, Paris, La Différence, coll. « Minos », 2002
- Le feu vous suit à la trace, Monsieur ! suivi de Le Jardin d'Etla, traduit par Clarisse Francillon, Geneviève Serreau et Robert Pépin, Toulon, Éditions de la Nerthe, coll. « La petite classique », 2012  (ISBN 978-2-916862-34-7)
- The Bravest Boat, précédé de Lettre à Maurice Nadeau, traduits par Muriel Richard-Dufourquet, Le Vigan, éditions L'Arachnoïde, coll. « Zakhor », 2013  (ISBN 978-2-919030-13-2)
- Chine, traduit par Philippe Blanchon, NRF n°631, Gallimard, 2018,  (ISBN 978-2072797453)

### Poèmes
- Malcolm Lowry, Kathleen Scherf (éd.), The Collected Poetry of Malcolm Lowry, UBC Press, Vancouver, 1992  (ISBN 0-7748-0362-2) Publié en français sous le titre Poésies complètes, traduit par Jacques Darras, Paris, Denoël, coll. « Denoël & d'ailleurs », 2005  (ISBN 2-20-725330-9) ; réédition partielle sous le titre Le phare appelle à lui la tempête et autres poèmes, Paris, Points coll. « Poésie » no P2112, 2009  (ISBN 978-2-7578-1284-6)

Quelques poèmes avaient été publiés en français auparavant :

### Correspondance
- Malcolm Lowry, Sherrill E. Grace (éd.), Sursum Corda! The Collected Letters of Malcolm Lowry, 2 vols., Jonathan Cape, Londres, 1995-1996  (ISBN 0-224-03291-7) (t.1),  (ISBN 0-224-03290-9) (t. 2).

Des choix de lettres ont été publiés en français : sous le titre Choix de lettres, traduit par Suzanne Kim, dans Jacques Darras (dir.), Malcolm Lowry. Romans, nouvelles et poèmes, Paris, Le Livre de Poche, coll. « La Pochothèque », 1995, pp. 1051-1073  (ISBN 2253132209) sous le titre Merci infiniment, traduit par Claire Debru, Paris, Allia, Paris, 2010  (ISBN 2844853447)

### Biographies et études
- Nigel H. Foxcroft, The Kaleidoscopic Vision of Malcolm Lowry: Souls and Shamans, Lexington Books, Lanham, MD, 2019  (ISBN 978-1-4985-1657-0)
- Perle Epstein, The private labyrinth of Malcolm Lowry: Under the volcano and the Cabbala, Holt Rinehart and Winston, Londres, 1969  (ISBN 0-03-072520-8)
- David Markson, Malcolm Lowry’s Volcano, 1978
- Tony Cartano, Malcolm Lowry, Henry Veyrier Editions, Paris, 1979
- Geneviève Bonnefoi et alii, Malcolm Lowry. Etudes, Maurice Nadeau, 1984
- Christine Pagnoulle, Malcolm Lowry: Voyage au fond de nos abîmes, L'Age d'Homme, 1990  (ISBN 2-82-512317-X)
- Gordon Bowker, Pursued by Furies. A Life of Malcolm Lowry, Harper Collins, Londres, 1993  (ISBN 0-00-215539-7) Cet ouvrage inédit en français est préférable à la biographie de Douglas Day publiée en 1973.
- Patrick McCarthy, Forests of symbols : world, text, and self in Malcolm Lowry's fiction, University of Georgia press, Londres, 1994  (ISBN 978-0820316093)
- Jan Gabrial, Inside the Volcano: My Life with Malcolm Lowry, St Martin's Press, 2000  (ISBN 0-31-223277-2)
- Christophe Masson, "Le Manuel de Géographie", Ed. Baudelaire, 2010 ((978-2355084959))
- Margerie Bonner Lowry, Le cheval dans le ciel, trad. de Michèle Plâa, postface de Philippe Blanchon, La Nerthe 2013
- Numéro spécial Malcolm Lowry, Les lettres nouvelles, Mai-juin 1974.

### Œuvre musicale
- Sois patient car le loup, les neuf filles de Zeus, 2011, œuvre musicale de Catherine Delaunay basée sur une traduction de poèmes de Malcolm Lowry faite par Jean François Goyet.

### Documentaire
- Le Volcan : Une réflexion sur la vie et la mort de Malcolm Lowry